# Прохладный
Прохла́дный — город в Кабардино-Балкарской Республике Российской Федерации. Административный центр Прохладненского района, в состав которого не входит. Как город республиканского подчинения образует городской округ Прохладный.
Второй, после Нальчика, по численности населения город республики. Крупный промышленный центр, центр сельскохозяйственного района, узел автомобильных и железных дорог.

## Этимология
О происхождении названия станицы существует несколько легенд. Одна из них рассказывает, что

однажды Павел Сергеевич Потёмкин, наместник края, посетил эти места. Проезжая по пыльной дороге, что проходила по берегу реки Малка, он приметил в густой дубраве дымок. Через некоторое время увидел Потёмкин на берегу реки небольшое, всего в шесть хозяйств, поселение. Дело было летом. Стояла изнуряющая жара. Но от реки веяло прохладой, густые кроны дубов не пропускали горячих лучей солнца. Поселение, расположенное у реки, на широкой лесной поляне, всё утопало в густой зелени разнотравья, и было здесь на удивление прохладно.
Так под впечатлением окружавшей его красоты и прохлады, и дал якобы П. С. Потёмкин увиденному им поселению название Прохладный. 
Согласно топонимическому словарю Поспелова, название искусственное с положительным значением, что было обычно для именования станиц основанных в конце XVIII века.

## География
Город расположен в северо-восточной части республики, на левом берегу реки Малка, за исключением микрорайона Серуновка, расположенного на правом берегу реки. Находится в 55 км к северо-востоку от столицы республики города Нальчика. С запада на восток город имеет протяжённость 11 км, с юга на север — 4 км.
Площадь территории городского округа составляет 35,08 км2.
Город находится в равнинной лесостепной зоне республики. Рельеф местности представляет собой относительно ровные степные земли. Колебания относительных высот незначительные. В южной части города, вдоль реки Малки, тянется цепь бугристых возвышенностей. Пойма реки Малки слегка приподнята высокими террасами. Средние высоты на территории города составляют около 215 метров над уровнем моря.
Гидрографическая сеть, в основном, представлена рекой Малка, к юго-востоку от города в неё впадает река Баксан. В нескольких километрах ниже по течению, Малка впадает в главную транзитную реку Центрального и Восточного Кавказа — Терек. К югу от города расположены несколько озёр, крупнейшим из которых является озеро Комсомольское. Вдоль северной окраины города проходит Большой Прохладненский канал. Местность также богата подземными водами, залегающими близко к земной поверхности.
Природные ресурсы представлены в основном месторождениями суглинков и гравинистых песков.

## Климат
Благодаря благоприятному климату и почвам Прохладный является крупным сельскохозяйственным центром.
Город находится в зоне влажного умеренного климата (Dfa согласно классификации климата Кёппена). Есть черты семиаридного климата умеренных широт. Как правило, такой климат характерен для местностей, удалённых от океана и крупных морей и обычно отделённых от них высокими горами. Для этого типа климата характерно жаркое (часто экстремально жаркое) и засушливое лето, и прохладные зимы. Среднегодовая температура составляет около +11,5°C. Лето жаркое, и абсолютные показатели температуры в июле-августе обычно поднимаются до +35…+40°С и выше. Зима мягкая со средними температурами января около −3°C… Устойчивый снежный покров образуется редко. Зима может быть как прохладной со снегопадами, так и тёплой с отсутствием снега. Крайне редко, при вторжениях арктических циклонов, бывают морозы до -15…−20°C. Среднегодовое количество осадков составляет около 700 мм. В период с апреля по июль, часты сильные грозовые дожди с градом. В начале августа до территории города часто доходят суховеи, дующие со стороны Прикаспийской низменности. 
| Показатель                                                                                         | Янв. | Фев. | Март | Апр. | Май  | Июнь | Июль | Авг. | Сен. | Окт. | Нояб. | Дек. | Год  |
| -------------------------------------------------------------------------------------------------- | ---- | ---- | ---- | ---- | ---- | ---- | ---- | ---- | ---- | ---- | ----- | ---- | ---- |
| Средний суточный максимум, °C                                                                      | 1,9  | 4,0  | 9,8  | 16,1 | 21,7 | 26,3 | 29,3 | 29,5 | 23,5 | 16,0 | 8,6   | 3,7  | 15,9 |
| Средняя температура, °C                                                                            | −1,7 | −0,2 | 4,8  | 11,0 | 16,7 | 21,3 | 24,4 | 24,4 | 18,7 | 11,9 | 4,8   | 0,2  | 11,4 |
| Средний суточный минимум, °C                                                                       | −5   | −3,9 | 0,1  | 5,4  | 11,3 | 16,0 | 19,0 | 19,2 | 14,2 | 8,0  | 1,5   | −2,9 | 6,9  |
| Норма осадков, мм                                                                                  | 36   | 34   | 54   | 70   | 85   | 93   | 69   | 62   | 67   | 57   | 42    | 36   | 705  |
| Источник: https://en.climate-data.org/asia/russian-federation/kabardino-balkaria/prokhladny-29365/ |      |      |      |      |      |      |      |      |      |      |       |      |      |

## История
Город Прохладный вырос из казачьей станицы Прохладная, основанной в 1765 году на Моздокской военной укреплённой линии и изначально представлявшая собой слободу. Через неё проходил почтовый тракт, связывавший Россию с Закавказьем, что благоприятствовало быстрому социально-экономическому росту.
На 1789 год слобода входила в Екатериноградский уезд.
Указом от 30 августа 1790 года Кавказское наместничество и Кавказская губерния были упразднены, губернские присутственные места переведены в Астрахань, а город Екатериноград и Екатериноградский уезд упразднены. Населённые пункты ликвидированного Екатериноградского уезда были распределены между близлежащими уездами. В частности, в состав Моздокского уезда вошла слобода Прохладная.
В 1825 году в связи с учреждением Горского казачьего полка, слобода была преобразована в станицу, а её жители обращены в казаков.
С 1867 года станица Прохладная входила в Пятигорский отдел Терской области.
Особенно быстро станица стала развиваться с 1870-х годов, когда с постройкой железной дороги от Ростова-на-Дону до Владикавказа, близлежащая железнодорожная станция стала центром сбора и отправки продукции обширного сельскохозяйственного района Терской области.
В конце XIX века население станицы составляло около 5 тыс. человек, здесь было свыше 60 различных торгово-промышленных заведений. Прохладненский базар и Воздвиженская ярмарка превратили станицу в крупный торговый центр Северного Кавказа.
В годы Гражданской войны станица несколько раз становилось местом столкновения красногвардейцев и белогвардейцев, занимавших поочерёдно станицу.
В марте 1932 года Прохладненский поселковый совет и Прохладненский сельсовет были переданы из упразднённого Прохладненского района в Прималкинский район.
В 1937 году станице был присвоен статус города районного подчинения, который получил название Прохладный.
В период Великой Отечественной войны, с 26 августа 1942 по 5 января 1943 года город был занят немецкими войсками.
28 мая 1962 года город был выделен из состава Прохладненского района и преобразован в самостоятельный городской совет республиканского подчинения.
В 2003 году Прохладненский городской совет был преобразован в городской округ Прохладный, со статусом города республиканского подчинения.

## Население
| 1789    | 1829    | 1897    | 1939    | 1959    | 1967    | 1970    | 1979    | 1986    | 1987    | 1989    |
| ------- | ------- | ------- | ------- | ------- | ------- | ------- | ------- | ------- | ------- | ------- |
| 1030    | ↘823    | ↗3280   | ↗25 369 | ↗28 828 | ↗36 000 | ↗40 074 | ↗47 557 | ↗53 000 | →53 000 | ↗57 084 |
| 1992    | 1996    | 1998    | 2001    | 2002    | 2003    | 2005    | 2006    | 2007    | 2009    | 2010    |
| ↗58 700 | ↗59 500 | ↗59 800 | ↘59 100 | ↗61 772 | ↗61 800 | ↘60 800 | ↘60 600 | ↘60 300 | ↘60 123 | ↘59 601 |
| 2011    | 2012    | 2013    | 2014    | 2015    | 2016    | 2017    | 2018    | 2019    | 2020    | 2021    |
| ↘59 600 | ↘58 804 | ↘58 203 | ↘57 934 | ↗58 182 | ↘58 083 | ↘57 879 | ↘57 857 | ↗57 883 | ↗58 226 | ↗59 938 |
| 2023    | 2024    | 2025    |         |         |         |         |         |         |         |         |
| ↘59 778 | ↗60 023 | ↘60 009 |         |         |         |         |         |         |         |         |

За межпереписной период (с 2010 по 2021 год) население города увеличилось на 337 чел. (+ 0,57 %).
На 1 января 2025 года по численности населения город находился на 267-м месте из 1124 городов Российской Федерации.
Поло-возрастной состав
По данным Всероссийской переписи населения 2021 года:
| Возраст     | Мужчины, чел. | Женщины, чел. | Общая численность, чел. | Доля от всего населения, % |
| ----------- | ------------- | ------------- | ----------------------- | -------------------------- |
| 0 — 14 лет  | 5453          | 5100          | 10 553                  | 17,61 %                    |
| 15 — 59 лет | 17 060        | 18 398        | 35 458                  | 59,16 %                    |
| от 60 лет   | 5265          | 8662          | 13 927                  | 23,23 %                    |
| Всего       | 27 778        | 32 160        | 59 938                  | 100,0 %                    |

Мужчины — 27 778 чел. (46,34 %). Женщины — 32 160 чел. (53,66 %).
Средний возраст населения — 40,2 лет. Средний возраст мужчин — 37,7 лет. Средний возраст женщин — 42,3 лет.
Медианный возраст населения — 39,9 лет. Медианный возраст мужчин — 37,2 лет. Медианный возраст женщин — 42,2 лет.
Национальный состав
По данным Всероссийской переписи населения 2021 года:
| Народ                | Численность, чел. | Доля от всего населения, % | Доля от указавших нац-ть, % |
| -------------------- | ----------------- | -------------------------- | --------------------------- |
| русские              | 44 460            | 74,18 %                    | 74,81 %                     |
| кабардинцы (черкесы) | 5039              | 8,41 %                     | 8,48 %                      |
| * кабардинцы         | 4910              | 8,19 %                     | 8,26 %                      |
| * черкесы            | 129               | 0,22 %                     | 0,22 %                      |
| турки                | 2929              | 4,89 %                     | 4,93 %                      |
| армяне               | 1762              | 2,94 %                     | 2,96 %                      |
| корейцы              | 1357              | 2,26 %                     | 2,28 %                      |
| цыгане               | 1024              | 1,71 %                     | 1,72 %                      |
| другие               | 2857              | 4,77 %                     | 4,81 %                      |
| нет / не указано     | 510               | 0,85 %                     | -                           |
| всего                | 59 938            | 100 %                      | 100 %                       |

По данным Всероссийской переписи населения 2010 года:
| Народ                | Численность, чел. | Доля от всего населения, % |
| -------------------- | ----------------- | -------------------------- |
| русские              | 45 692            | 76,66 %                    |
| кабардинцы (черкесы) | 2744              | 4,60 %                     |
| * кабардинцы         | 2715              | 4,55 %                     |
| * черкесы            | 29                | 0,05 %                     |
| армяне               | 2152              | 3,61 %                     |
| турки                | 2078              | 3,49 %                     |
| корейцы              | 1824              | 3,06 %                     |
| украинцы             | 871               | 1,46 %                     |
| цыгане               | 767               | 1,29 %                     |
| немцы                | 582               | 0,98 %                     |
| другие               | 2751              | 4,62 %                     |
| нет / не указано     | 140               | 0,23 %                     |
| всего                | 59 601            | 100 %                      |

## Местное самоуправление
Город образует городской округ Прохладный.
Структуру органов местного самоуправления муниципального образования составляют:
1. Совет местного самоуправления городского округа Прохладный — выборный представительный орган городского округа;
2. Председатель городского совета местного самоуправления — высшее должностное лицо городского округа;
3. Администрация городского округа Прохладный — исполнительно-распорядительный орган городского округа;
4. Глава администрации городского округа Прохладный;
5. Контрольно-счетная палата городского округа — контрольный орган.

Администрация и Совет местного самоуправления городского округа — город Прохладный, ул. Гагарина, 47.
Главы администрации городского округа
- Кожухов Кирилл Викторович (врио главы администрации с 25 октября 2024)
- Архангельский Вячеслав Николаевич (20 декабря 2021 года — 24 октября 2024)
- Тараев Игорь Владимирович (11 мая 2016 года — 19 декабря 2021 года)
- Кладько Игорь Евгеньевич (24 декабря 2014 года — 10 мая 2016 года)
- Бирюк Александр Анатольевич (с декабря 2012 года — 29 октября 2014 года)
- Кладько Игорь Евгеньевич (с 15 июня по декабрь 2012 года)
- Пархоменко Юлия Викторовна (2008—2012)

Председатели городского Совета местного самоуправления
- Бирюк Андрей Сергеевич (с 9 января 2019 года)

## Экономика
Город занимает второе место в республике по выпуску продукции. Основное место в экономике города занимают производства изделий ремонтно-механического, полупроводникового, кабельного заводов, а также переработка сельскохозяйственной продукции.
Основными бюджетообразующими предприятиями на территории города являются:
- Завод «Кавказкабель»;
- Завод «Кавказкабель ТМ»;
- Прохладненский завод полупроводниковых приборов;
- Швейная фабрика «Глория Джинс»;
- Ремонтно-механический завод «Прохладненский»;
- Кирпично-черепичный завод[50];
- Прохладненский завод железобетонных изделий;
- Республиканская база снабжения «Прохладненская»;
- АО «Виноград» (алкогольная продукция)[51];
- Пищекомбинат Прохладненский;
- Прохладненский хлебозавод;
- Мебельная фабрика.

## Транспорт
Город Прохладный является крупным транспортным узлом.
Станция Прохладная является узлом железнодорожных линий (на Минеральные Воды, Нальчик и две на Гудермес — через Моздок и Грозный).
Также город является узлом автомобильных дорог. У западной окраины города начинается федеральная автодорога А-158 Прохладный — Баксан — Эльбрус. Вдоль северной окраины города проходит межрегиональная автодорога Ставрополь — Моздок — Крайновка. У восточной окраины города начинается региональная автодорога Прохладный — Терек — Эльхотово.
В городе расположены железнодорожный вокзал и автовокзал.

## Образование
Среднее образование
- Гимназия № 2
- Гимназия № 6
- Лицей № 3
- Средняя общеобразовательная школа № 1
- Среднее общеобразовательная школа № 4 «им. А.Г. Головко»
- Среднее общеобразовательная школа № 5
- Средняя общеобразовательная школа № 7
- Среднее общеобразовательная школа № 8 «им. А.С. Пушкина»
- Среднее общеобразовательная школа № 11
- Среднее общеобразовательная школа № 42
- Среднее общеобразовательная школа № 102 «им. А.В. Крестьянинова»
- Государственный школа-интернат № 4 VIII вида
- Государственный школа-интернат № 6

Среднее профессиональное образование
- Прохладненский технологический колледж.

Высшее образование
- Терский филиал ФГОУ ВПО Кабардино-Балкарская государственная сельскохозяйственная академия «им. В.М. Кокова»;
- Филиал НОУ ВПО «Современная гуманитарная академия».

Дополнительное образование
- Детская художественная школа;
- Детская школа искусств;
- Центр детского творчества;
- Станция юных техников;
- Станция юных натуралистов;
- Межшкольный учебный комбинат;
- Центр дополнительного образования детей;
- Специализированная детско-юношеская спортивная школа олимпийского резерва по футболу.

Дошкольное образование
- На территории города действует 21 дошкольное учреждение.

## Здравоохранение
- Центральная районная больница города Прохладный и Прохладненского района
- Городская поликлиника городского округа Прохладный
- Стоматологическая поликлиника

## Культура
Культурным центром города является Городской дворец культуры. На главной сцене проходят основные мероприятия города, ставятся постановки Народного театра. В микрорайоне Винсовхоз расположен ДК «Винсовхоз». Также на территории города находится Межпоселенческий дворец культуры «Водник».
В городе функционирует Краеведческий музей, где представлена большая экспозиция, посвящённая истории и быту терских казаков. Рядом с музеем (на ул. Свободы, 142) располагается художественная галерея «Ренессанс», где представлены произведения художников города Прохладного.
Библиотеки
- ЦБС МУК межпоселенческая Библиотека «им. В. В. Маяковского»;
- ЦБС МУК Библиотечный пункт № 1.

Молодёжная политика
- Добровольческое движение «Волонтёр».
- Ресурсный центр Федеральной программы «Команда 2018» в городе Прохладный.

## Религия
На территории города зарегистрировано 10 религиозных учреждений:
Русская православная церковь
Прохладный, как и вся территория Кабардино-Балкарии, входит в состав Пятигорской и Черкесской епархии РПЦ (с 22 марта 2011 года); ранее входил в состав Ставропольской и Владикавказской епархии. В городе расположены:
- Свято-Никольский собор — главная святыня города. С 1894 года в Никольском соборе в Прохладной находится список Моздокской иконы Божией Матери;
- Свято-Покровский храм — в процессе строительства[53];
- Храм-часовня в честь иконы Божией Матери «Всех Скорбящих Радость» — на территории городского кладбища[54];
- Крестильный храм Третьего обретения главы Иоанна Предтечи — на подворье Никольского собора[54].

Протестантство
- Дом молитвы Церкви евангельских христиан-баптистов[55], на базе которого работает Северо-Кавказский Библейский Институт[56];
- Дом молитвы Церкви христиан адвентистов седьмого дня;
- Церковь и молебный зал христиан веры евангельской;
- Молитвенный дом евангелическо-лютеранской общины.

Католичество
- Католический Приход Святого Семейства[57], подчиняющийся епархии Святого Климента в Саратове. Возникновение первой значительной общины католиков в районе станицы Прохладной было связано с основанием хутора Минский, где преимущественно проживали поляки-католики (репрессированные в 1937 году). В 1970-х годах в Прохладном стараниями сестёр конгрегации Бедного Младенца Иисуса из Латвии был основан третий в РСФСР католический приход, после Москвы и Ленинграда. Основу прихода составляли проживавшие в городе немцы. Своего священника до Перестройки приход не имел[58].

Ислам
- Суннитская мечеть. Открыта в 1998 году, рядом с новым городским кладбищем.

## Улицы
На территории города зарегистрировано 150 улиц, 64 переулка, 11 территорий и 1 проезд

## Средства массовой информации
- Издаётся газета «Вести Прохладного»[60], тиражируемая на территории городского округа и освящающая события, происходящие в нём.

## Галерея
- Здание городской администрации
- Река Малка в черте Прохладного
- Альпийская горка станции юннатов
- Завод «Кавказкабель»
- Вид на «Ремзаводскую яму» и Сквер памяти
- Район «Ремзаводская яма»
- Мост через реку Малку
- Прибрежная зона Малки
- Памятник погибшим в Великой Отечественной войне и вечный огонь
- Вид на здание администрации города
- Вид на пл. Ленина у здания администрации города и гостиницы
- Никольский собор ночью
- Стела у административного здания завода «Кавказкабель»
- ТРЦ «Маяк» днём
- Ул. Ленина, район больницы
- Ул. Ленина, район почты
- Вид на центральную часть города сверху